# Битка код Хоенмелзена
Битка код Хоенмелзена, такође позната и као битка код Вајсе Елстера, вођена је 15. октобра 1080. године између војске Хенрика IV са једне и војске Рудолфа Швапског са друге стране. Део је Великог саксонског устанка, а завршена је Рудолфовом победом.

## Битка
У намери да се на реци Зали сједини са баварским, чешким и мајсенским витешким контингентима, Хенрик IV је са својим снагама кренуо ка истоку како би ступио у контакт са непријатељем Рудолфом Швапским. Као место окупљања одабрао је опасан пут дуж устаничке Саксоније. Да би заварао правац свог кретања, послао је један део војске према Гослару док се главнина кретала према реци Вајсе Елстеру. Саксонци су на време открили његов покрет, сустигли га код Хоенмелзена и присилили на битку пре него што се спојио са појачањима. Хенрик се заклонио за мочвару, али га је Рудолф заобишао и напао из позадине. У току битке, војвода Ото Нордхајмски продире са сјахалим витезовима кроз мочвару и бочним ударом одлучује битку. Рудолфова погибија ублажила је последице Хенриковог катастрофалног пораза.